# Kapillärkondensation
Kapillärkondensation är den process med vilken molekyler i ångfas letar sig in i porerna i ett material om partialtrycket för ångan är högre utanför än i materialet. Exempelvis vatten ur luftens vattenånga letar sig in i hygroskopiska material som trä utan att det förekommer så kallad ytkondensation (med vilket menas att vattenånga kondenserar mot ytan och bildar vatten i vätskefas). Vilken balansen mellan relativ luftfuktighet och fuktkvot blir vid en given temperatur kan utläsas ur en så kallad sorptionskurva för materialet i fråga.
Eftersom det ofta finns en tröghet för molekylen att komma in i respektive ut ur poren uppstår ofta en hysteresiseffekt, där en högre fuktkvot fås vid uttorkning än vid uppfuktning givet samma relativa fuktighet och temperatur.